# إليزابيث جيلمور هولت
إليزابيث جيلمور هولت (بالإنجليزية: Elizabeth Gilmore Holt)‏ هي مؤرخة الفن أمريكية، ولدت في 5 يوليو 1905 في سان فرانسيسكو في الولايات المتحدة، وتوفيت في 26 يناير 1987.